# Kompostovatelné plasty
Kompostovatelné plasty patří mezi plasty se zkrácenou životností. Kompostovatelný plast je takový, který se v prostředí kompostu kompletně rozloží do 90 dnů. Kompostovatelnost materiálů se ověřuje dle EN 13432. Většinou se jedná o bioplasty. Za bioplasty se označují jak materiály vyrobené ze směsi fosilních surovin (ropa) a produktů vyrobených z přírodních obnovitelných zdrojů (škrob, PLA) tak materiály, které jsou vyráběny pouze z přírodních obnovitelných zdrojů. Kompostovatelné plasty vyrobené z přírodních obnovitelných zdrojů se navíc vyznačují svou paropropustností, která se dá využít při sběru bioodpadů. Pokud je sáček z kompostovatelného plastu při sběru bioodpadů umístěn tak, aby z vnější strany mohl vysychat, dochází k vysoušení bioodpadu uvnitř sáčku. Tím nevzniká v sáčku výluh, snižuje se tak hnití a zápach odpadu.